# GualdimG/Testes/3a Orquestras
| Designação                                                                                                  | Data de fundação | Localizada em                                                           | Página oficial | Página no Facebook | Descrito em | Imagem |
| --- | ---------------- | ----------------------------------------------------------------------- | -------------- | ------------------ | ----------- | ------ |
| Banda de Música de Santiago de Riba-Ul                                                                      | 1722             | Santiago de Riba-Ul                                                     |                |                    |             |        |
| Banda de Música de Aboím da Nóbrega                                                                         | 1735             | Aboim da Nóbrega e Gondomar                                             |                |                    |             |        |
| Banda Musical de Figueiredo                                                                                 | 1741             | Arouca e Burgo                                                          |                |                    |             |        |
| Banda Musical do Pontido                                                                                    | 1765             | Telões                                                                  |                |                    |             |        |
| Sociedade Artística Musical Fafense                                                                         | 1770             | Cepães e Fareja                                                         |                |                    |             |        |
| Sociedade Filarmónica de Mões                                                                               | 1771             | Mões                                                                    |                |                    |             |        |
| Banda Musical de Oliveira                                                                                   | 1782             | Oliveira                                                                |                |                    |             |        |
| Banda Musical de Monção                                                                                     | 1792             | Monção                                                                  |                |                    |             |        |
| Banda Filarmónica de S. Mamede de Ribatua                                                                   | 1799             | São Mamede de Ribatua                                                   |                |                    |             |        |
| Banda Musical de Parafita                                                                                   | 1800             | Parafita                                                                |                |                    |             |        |
| Banda de Música de Arrifana                                                                                 | 1803             | Arrifana                                                                |                |                    |             |        |
| Banda de Música da Lixa                                                                                     | 1807             | Lixa                                                                    |                |                    |             |        |
| Associação Filarmónica União Verridense                                                                     | 1808             | Verride                                                                 |                |                    |             |        |
| Banda Recreativa Portomosense                                                                               | 1808             | Porto de Mós - São João Baptista e São Pedro                            |                |                    |             |        |
| Filarmónica União Santa Cruz                                                                                | 1809             | Fundão, Valverde, Donas, Aldeia de Joanes e Aldeia Nova do Cabo         |                |                    |             |        |
| Banda de Música de Mateus                                                                                   | 1810             | Mateus                                                                  |                |                    |             |        |
| Banda Marcial de Bairros                                                                                    | 1810             | Bairros                                                                 |                |                    |             |        |
| Associação Cultural Desportiva Paulense                                                                     | 1815             | Paul                                                                    |                |                    |             |        |
| Associação Cultural Banda de Música de Riba de Ave                                                          | 1816             | Riba de Ave                                                             |                |                    |             |        |
| Banda de Música da Associação Humanitária de Bombeiros Voluntários de Torres Vedras                         | 1818             | Santa Maria, São Pedro e Matacães                                       |                |                    |             |        |
| Banda Cabeceirense                                                                                          | 1820             | Cabeceiras de Basto                                                     |                |                    |             |        |
| Associação Filarmónica e Banda Juvenil de Magueija (AFBJM)                                                  | 1820             | Magueija                                                                |                |                    |             |        |
| Filarmónica de Santa Comba Dão                                                                              | 1820             | Santa Comba Dão                                                         |                |                    |             |        |
| Associação Musical de Freamunde                                                                             | 1822             | Freamunde                                                               |                |                    |             |        |
| Banda Musical de Arouca                                                                                     | 1825             | Arouca                                                                  |                |                    |             |        |
| Sociedade Filarmónica Louriçalense                                                                          | 1825             | Louriçal                                                                |                |                    |             |        |
| Banda Velha União Sanjoanense                                                                               | 1826             | São João de Loure                                                       |                |                    |             |        |
| Banda Musical de Loivos                                                                                     | 1826             | Loivos                                                                  |                |                    |             |        |
| Sociedade Filarmónica de Tinalhas                                                                           | 1828             | Tinalhas                                                                |                |                    |             |        |
| Filarmónica União Sertaginense                                                                              | 1830             | Sertã                                                                   |                |                    |             |        |
| Sociedade Filarmónica Amizade Visconde de Alcácer                                                           | 1830             | Alcácer do Sal (Santa Maria do Castelo e Santiago) e Santa Susana       |                |                    |             |        |
| Sociedade Filarmónica de Vilarchão                                                                          | 1830             |                                                                         |                |                    |             |        |
| Banda Musical da Casa do Povo de Vilarandelo                                                                | 1830             | Vilarandelo                                                             |                |                    |             |        |
| Associação Filarmónica de Tarouca                                                                           | 1830             | Tarouca                                                                 |                |                    |             |        |
| Sociedade Filarmónica de Salzedas                                                                           | 1830             | Salzedas                                                                |                |                    |             |        |
| Banda Musical Leverense                                                                                     | 1832             | Lever                                                                   |                |                    |             |        |
| Associação Cultural e Recreativa da Cidade de Espinho                                                       | 1834             | Espinho                                                                 |                |                    |             |        |
| Banda Amizade                                                                                               | 1834             | Aveiro                                                                  |                |                    |             |        |
| Banda Musical de Caldas das Taipas                                                                          | 1834             | Caldelas                                                                |                |                    |             |        |
| Banda de Música Bombeiros Voluntários Castro Daire                                                          | 1834             | Castro Daire                                                            |                |                    |             |        |
| Associação de Cultura Musical Cetense                                                                       | 1835             | Cete                                                                    |                |                    |             |        |
| Filarmónica Gafanhense                                                                                      | 1836             | Gafanha da Nazaré                                                       |                |                    |             |        |
| Banda Musical de São Martinho da Gandra                                                                     | 1836             | Gandra                                                                  |                |                    |             |        |
| Banda Musical Velha de Barroselas                                                                           | 1837             | Barroselas                                                              |                |                    |             |        |
| Banda Marcial de Gueifães da Maia                                                                           | 1837             | Maia                                                                    |                |                    |             |        |
| Banda Sinfónica da Guarda Nacional Republicana                                                              | 1838             |                                                                         |                |                    |             |        |
| Banda Musical da Casa do Povo de Tangil                                                                     | 1838             | Tangil                                                                  |                |                    |             |        |
| Banda Musical de Carvalheira                                                                                | 1839             | Carvalheira                                                             |                |                    |             |        |
| Sociedade Filarmónica 1º de Dezembro da Encarnação                                                          | 1840             | Encarnação                                                              |                |                    |             |        |
| Sociedade Cubense 1º de Dezembro                                                                            | 1840             | Cuba                                                                    |                |                    |             |        |
| Sociedade Filarmónica Luzitana                                                                              | 1840             | Estremoz (Santa Maria e Santo André)                                    |                |                    |             |        |
| Banda de Música da Portela                                                                                  | 1840             | Folhadela                                                               |                |                    |             |        |
| Associação da Banda de Música da Casa Povo São Cipriano                                                     | 1840             | São Cipriano                                                            |                |                    |             |        |
| Filarmónica Sangianense                                                                                     | 1842             | São Gião                                                                |                |                    |             |        |
| Sociedade Filarmónica Figueirense                                                                           | 1842             | Figueira da Foz                                                         |                |                    |             |        |
| Sociedade Filarmónica Ferreirense                                                                           | 1842             | Ferreira do Zêzere                                                      |                |                    |             |        |
| ACMA - Associação Cultural Musical de Avintes                                                               | 1842             | Avintes                                                                 |                |                    |             |        |
| Banda Musical de Cabreiros                                                                                  | 1843             | Cabreiros e Passos (São Julião)                                         |                |                    |             |        |
| Filarmónica do Crato                                                                                        | 1844             | Crato                                                                   |                |                    |             |        |
| Sociedade Musical Nisense                                                                                   | 1844             | Nisa                                                                    |                |                    |             |        |
| Banda Marcial de Ancede                                                                                     | 1845             | Ancede                                                                  |                |                    |             |        |
| Sociedade Musical Estrela da Beira                                                                          | 1846             | Santa Marinha e São Martinho                                            |                |                    |             |        |
| Banda Triunfo                                                                                               | 1846             | Ribeira Grande (Matriz)                                                 |                |                    |             |        |
| Banda Aliança de Pinho - Vila Maior                                                                         | 1846             | Vila Maior                                                              |                |                    |             |        |
| Associação Banda de Música de Moreira da Maia                                                               | 1847             | Moreira                                                                 |                |                    |             |        |
| Sociedade Filarmónica Incrível Almadense                                                                    | 1848             | Almada, Cova da Piedade, Pragal e Cacilhas                              |                |                    |             |        |
| Sociedade Filarmónica Democrática Timbre Seixalense                                                         | 1848             | Seixal, Arrentela e Aldeia de Paio Pires                                |                |                    |             |        |
| Sociedade da Banda Musical de Souto                                                                         | 1849             | Souto                                                                   |                |                    |             |        |
| Associação Filarmónica Cultural Ericeira                                                                    | 1849             | Ericeira                                                                |                |                    |             |        |
| Sociedade Musical Banda Lanhelense                                                                          | 1850             | Lanhelas                                                                |                |                    |             |        |
| Sociedade Musical Instrução e Recreio Figueiroense - Filarmónica Figueiroense                               | 1850             | Figueiró dos Vinhos e Bairradas                                         |                |                    |             |        |
| Banda Musical de Calvos                                                                                     | 1850             | Calvos e Frades                                                         |                |                    |             |        |
| Banda Municipal do Funchal                                                                                  | 1850             | Funchal                                                                 |                |                    |             |        |
| Sociedade Filarmónica Cartaxense                                                                            | 1850             | Cartaxo                                                                 |                |                    |             |        |
| Associação da Banda de Música de Nogueira                                                                   | 1850             | Nogueira                                                                |                |                    |             |        |
| Sociedade Filarmónica Palmelense "Loureiros"                                                                | 1852             | Palmela                                                                 |                |                    |             |        |
| Banda Filarmónica de Amares                                                                                 | 1853             | Amares e Figueiredo                                                     |                |                    |             |        |
| Banda Marcial de Nespereira                                                                                 | 1853             | Nespereira                                                              |                |                    |             |        |
| Banda Musical Progressiva de Vila Cova à Coelheira                                                          | 1853             | Vila Cova à Coelheira                                                   |                |                    |             |        |
| Banda Musical de Amarante                                                                                   | 1854             | Amarante                                                                |                |                    |             |        |
| Sociedade Boa União Alhadense                                                                               | 1854             | Alhadas                                                                 |                |                    |             |        |
| Sociedade Filarmónica Fafense                                                                               | 1854             | Fafe                                                                    |                |                    |             |        |
| Sociedade Filarmónica União Popular da Ribeira Seca                                                         | 1854             | Ribeira Seca                                                            |                |                    |             |        |
| Sociedade Filarmónica 1º de Dezembro                                                                        | 1854             | Montijo e Afonsoeiro                                                    |                |                    |             |        |
| Associação de Cultura Musical de Lousada                                                                    | 1855             | Silvares, Pias, Nogueira e Alvarenga                                    |                |                    |             |        |
| Associação Filarmónica Fidelidade de Aldeia das Dez                                                         | 1856             | Aldeia das Dez                                                          |                |                    |             |        |
| Sociedade Filarmónica União e Progresso de Abrigada                                                         | 1856             | Abrigada                                                                |                |                    |             |        |
| Sociedade Filarmónica Perpétua Azeitonense                                                                  | 1856             | Azeitão (São Lourenço e São Simão)                                      |                |                    |             |        |
| Banda Música de Seia                                                                                        | 1857             | Seia, São Romão e Lapa dos Dinheiros                                    |                |                    |             |        |
| Sociedade Filarmónica Paionense                                                                             | 1858             | Paião                                                                   |                |                    |             |        |
| Sociedade Filarmónica Penelense                                                                             | 1858             | Penela                                                                  |                |                    |             |        |
| Sociedade Filarmónica Artista Faialense                                                                     | 1858             | Horta                                                                   |                |                    |             |        |
| Sociedade Musical e Recreio Popular de Paderne                                                              | 1859             | Paderne                                                                 |                |                    |             |        |
| Sociedade Filarmónica Carvalhense                                                                           | 1859             | Carvalhal                                                               |                |                    |             |        |
| Banda Musical de Paços de Ferreira                                                                          | 1859             | Paços de Ferreira                                                       |                |                    |             |        |
| Filarmónica Vaguense                                                                                        | 1860             | Vagos                                                                   |                |                    |             |        |
| Centro Popular dos Trabalhadores da Ribaldeira                                                              | 1860             | Dois Portos e Runa                                                      |                |                    |             |        |
| Associação Recreativa e Musical de Vilela                                                                   | 1860             | Vilela                                                                  |                |                    |             |        |
| Sociedade Filarmónica Montemorense "Carlista"                                                               | 1861             | Montemor-o-Novo                                                         |                |                    |             |        |
| Filarmónica Eco Edificante                                                                                  | 1861             | Nordeste                                                                |                |                    |             |        |
| Associação Recreativa-Cultural e Musical do Concelho de Sabrosa                                             | 1861             | Sabrosa                                                                 |                |                    |             |        |
| Associação Cultural e Recreativa de Vila Flor                                                               | 1862             | Vila Flor                                                               |                |                    |             |        |
| Sociedade Euterpe Alhandrense                                                                               | 1862             | Alhandra                                                                |                |                    |             |        |
| Filarmónica União Sardoalense                                                                               | 1862             | Sardoal                                                                 |                |                    |             |        |
| Sociedade Filarmónica União Maçaense                                                                        | 1862             | Mação                                                                   |                |                    |             |        |
| Sociedade Musical Odivelense                                                                                | 1863             | Odivelas                                                                |                |                    |             |        |
| Banda de Música de São João da Madeira                                                                      | 1863             | São João da Madeira                                                     |                |                    |             |        |
| Sociedade Filarmónica União Pedroguense                                                                     | 1863             | Pedrógão Grande                                                         |                |                    |             |        |
| Banda de Música da Associação Humanitária dos Bombeiros Voluntários do Zambujal                             | 1863             | Loures                                                                  |                |                    |             |        |
| Banda Recreativa de Bucelas                                                                                 | 1863             | Bucelas                                                                 |                |                    |             |        |
| Sociedade Filarmónica Fraternidade Rural                                                                    | 1863             | Água de Pau                                                             |                |                    |             |        |
| Sociedade Recreativa Filarmónica Fundação Brasileira                                                        | 1863             | Mosteiros                                                               |                |                    |             |        |
| Sociedade Filarmónica Lobelhense                                                                            | 1863             | Lobelhe do Mato                                                         |                |                    |             |        |
| Banda Musical de Gondomar                                                                                   | 1863             | Gondomar                                                                |                |                    |             |        |
| Banda Filarmónica de Mogadouro                                                                              | 1864             | Mogadouro                                                               |                |                    |             |        |
| Sociedade Filarmónica Liberdade Lajense                                                                     | 1864             | Lajes do Pico                                                           |                |                    |             |        |
| Sociedade Musical Harmónica Furnense                                                                        | 1864             | Furnas                                                                  |                |                    |             |        |
| Centro Recreativo e Musical de Outeiro Grande                                                               | 1864             | Outeiro Grande                                                          |                |                    |             |        |
| Sociedade Filarmónica Humanitária                                                                           | 1864             | Palmela                                                                 |                |                    |             |        |
| Sociedade Recreativa e Musical Bingre Canelense                                                             | 1865             | Canelas                                                                 |                |                    |             |        |
| Banda Boa União – Música Velha                                                                              | 1865             | Manteigas (Santa Maria)                                                 |                |                    |             |        |
| Banda Musical de Freixo de Numão                                                                            | 1865             | Freixo de Numão                                                         |                |                    |             |        |
| Sociedade Musical Euterpe                                                                                   | 1866             | Portalegre                                                              |                |                    |             |        |
| Banda União Musical Pessegueirense                                                                          | 1866             | Pessegueiro do Vouga                                                    |                |                    |             |        |
| Sociedade de Recreio Filarmónica Avoense                                                                    | 1866             | Avô                                                                     |                |                    |             |        |
| SFFC - Sociedade Filarmónica Fraternidade de Carnaxide                                                      | 1866             | Carnaxide                                                               |                |                    |             |        |
| Filarmónica Nossa Senhora das Neves                                                                         | 1866             | Relva                                                                   |                |                    |             |        |
| Associação de Instrução e Recreio Angejense                                                                 | 1867             | Angeja                                                                  |                |                    |             |        |
| Banda Lealdade                                                                                              | 1867             | Vila Franca do Campo (São Miguel)                                       |                |                    |             |        |
| Sociedade Filarmónica Lira do Norte                                                                         | 1867             | Rabo de Peixe                                                           |                |                    |             |        |
| Sociedade Musical Alegretense                                                                               | 1867             | Alegrete                                                                |                |                    |             |        |
| Conservatório Artes e Comunicação - Filarmónica União de Oliveira do Bairro                                 | 1867             | Oliveira do Bairro                                                      |                |                    |             |        |
| Associação Filarmónica Artística Pombalense                                                                 | 1867             | Pombal                                                                  |                |                    |             |        |
| Sociedade Musical Capricho Setubalense                                                                      | 1867             | Setúbal (São Julião, Nossa Senhora da Anunciada e Santa Maria da Graça) |                |                    |             |        |
| Banda Marcial de Fermentelos                                                                                | 1868             | Fermentelos                                                             |                |                    |             |        |
| Associação Filarmónica Progresso Pátria Nova de Coja                                                        | 1868             | Coja                                                                    |                |                    |             |        |
| Sociedade Filarmónica de Covões                                                                             | 1868             | Covões                                                                  |                |                    |             |        |
| Filarmónica União Taveirense                                                                                | 1869             | Taveiro                                                                 |                |                    |             |        |
| Sociedade Filarmónica Quiaiense                                                                             | 1869             | Quiaios                                                                 |                |                    |             |        |
| Sociedade Filarmónica Clube União                                                                           | 1869             | Topo (Nossa Senhora do Rosário)                                         |                |                    |             |        |
| Filarmónica Ressureição de Mira                                                                             | 1870             | Mira                                                                    |                |                    |             |        |
| Sociedade Filarmónica União Calipolense                                                                     | 1870             | Vila Viçosa                                                             |                |                    |             |        |
| Sociedade Filarmónica Veirense                                                                              | 1870             | Veiros                                                                  |                |                    |             |        |
| Sociedade Filarmónica Bendadense                                                                            | 1870             | Bendada                                                                 |                |                    |             |        |
| Sociedade Filarmónica Estrela do Norte                                                                      | 1870             | Fenais da Ajuda                                                         |                |                    |             |        |
| Sociedade Filarmónica União Matense                                                                         | 1870             | Chancelaria                                                             |                |                    |             |        |
| Banda Marcial de Murça                                                                                      | 1870             | Murça                                                                   |                |                    |             |        |
| Sociedade Filarmónica União Seixalense                                                                      | 1871             | Seixal                                                                  |                |                    |             |        |
| Sociedade Filarmónica Artística Estremocense                                                                | 1871             | Estremoz (Santa Maria e Santo André)                                    |                |                    |             |        |
| Banda dos Bombeiros Voluntários de Esposende, São Paio de Antas                                             | 1871             | Antas                                                                   |                |                    |             |        |
| Sociedade Filarmónica Benaventense                                                                          | 1871             | Benavente                                                               |                |                    |             |        |
| Banda Filarmónica 1º de Janeiro Carragozela                                                                 | 1872             | Carragozela e Várzea de Meruge                                          |                |                    |             |        |
| Filarmónica de Monte Redondo "Senhora da Piedade"                                                           | 1872             | Monte Redondo                                                           |                |                    |             |        |
| Banda Distrital do Funchal "Os Guerrilhas"                                                                  | 1872             | Funchal                                                                 |                |                    |             |        |
| Banda Municipal de Câmara de Lobos                                                                          | 1872             | Câmara de Lobos                                                         |                |                    |             |        |
| Sociedade Filarmónica União Arrentelense                                                                    | 1872             | Arrentela                                                               |                |                    |             |        |
| Associação Humanitária e Cultural de Abrunhosa-a-Velha                                                      | 1872             | Abrunhosa-a-Velha                                                       |                |                    |             |        |
| Sociedade Filarmónica de Cabanas de Viriato                                                                 | 1872             | Cabanas de Viriato                                                      |                |                    |             |        |
| Associação Cultural, Artística Desportiva de Vila Boa de Quires                                             | 1872             | Vila Boa de Quires                                                      |                |                    |             |        |
| Filarmónica Recreativa de Aveiras de Cima                                                                   | 1873             | Aveiras de Cima                                                         |                |                    |             |        |
| Banda Filarmónica de Fornos de Algodres                                                                     | 1873             | Fornos de Algodres                                                      |                |                    |             |        |
| Sociedade Artística Musical dos Pousos – SAMP                                                               | 1873             | Pousos                                                                  |                |                    |             |        |
| Sociedade Filarmónica Recreio Serretense                                                                    | 1873             | Serreta                                                                 |                |                    |             |        |
| Banda Operária Torrejana                                                                                    | 1873             | Torres Novas (Santa Maria, Salvador e Santiago)                         |                |                    |             |        |
| Banda Clube Pardilhoense                                                                                    | 1874             | Pardilhó                                                                |                |                    |             |        |
| Filarmónica Fraternidade Poiarense                                                                          | 1874             | Vila Nova de Poiares                                                    |                |                    |             |        |
| Banda Municipal Paulense                                                                                    | 1874             | Paul do Mar                                                             |                |                    |             |        |
| Sociedade Filarmónica Recreio Alverquense                                                                   | 1874             | Alverca do Ribatejo                                                     |                |                    |             |        |
| Sociedade Banda Republicana Marcial Nabantina                                                               | 1874             | Tomar (São João Baptista) e Santa Maria dos Olivais                     |                |                    |             |        |
| Sociedade Filarmónica União Pedroguense                                                                     | 1874             | Pedrógão                                                                |                |                    |             |        |
| Sociedade Filarmónica Fraternidade de São João de Areias                                                    | 1875             | São João de Areias                                                      |                |                    |             |        |
| Sociedade Filarmónica Maceirense                                                                            | 1875             | Maceira                                                                 |                |                    |             |        |
| Sociedade Musical de Moçâmedes                                                                              | 1875             | São Miguel do Mato                                                      |                |                    |             |        |
| Filarmónica Gratidão Riotortense                                                                            | 1875             | Rio Torto e Lagarinhos                                                  |                |                    |             |        |
| Sociedade de Instrução Recreativa Musical Argense                                                           | 1875             | Olaia e Paço                                                            |                |                    |             |        |
| Sociedade Filarmónica Artistas de Minerva                                                                   | 1876             | Loulé (São Sebastião)                                                   |                |                    |             |        |
| Sociedade Artística e Musical de Cinfães                                                                    | 1876             | Cinfães                                                                 |                |                    |             |        |
| Associação BMR - Banda Musical Rerizense                                                                    | 1876             | Reriz                                                                   |                |                    |             |        |
| Associação Recreativa Filarmónica Popular Manteiguense – Música Nova                                        | 1877             | Manteigas (São Pedro)                                                   |                |                    |             |        |
| Sociedade Filarmónica Recreativa Pataiense                                                                  | 1877             | Pataias e Martingança                                                   |                |                    |             |        |
| Banda Municipal da Ribeira Brava                                                                            | 1877             | Ribeira Brava                                                           |                |                    |             |        |
| Sociedade Recreativa Filarmónica Santíssimo Salvador do Mundo                                               | 1877             | Ribeirinha                                                              |                |                    |             |        |
| Sociedade Filarmónica Instrução e Recreio dos Artistas                                                      | 1877             | Angra do Heroísmo                                                       |                |                    |             |        |
| Sociedade Filarmónica Instrução e Recreio de Santa Bárbara                                                  | 1877             | Santa Bárbara                                                           |                |                    |             |        |
| Sociedade Filarmónica Gualdim Pais                                                                          | 1877             | Tomar (São João Baptista) e Santa Maria dos Olivais                     |                |                    |             |        |
| Associação da Banda Musical de Gouviães                                                                     | 1877             | Gouviães                                                                |                |                    |             |        |
| Sociedade Filarmónica, Recreativa e Beneficente Vilanovense                                                 | 1878             | Vila Nova de Anços                                                      |                |                    |             |        |
| Sociedade Artística e Musical Cortesense                                                                    | 1878             | Cortes                                                                  |                |                    |             |        |
| Sociedade Recreativa Filarmónica Estrela do Oriente                                                         | 1878             | Algarvia                                                                |                |                    |             |        |
| Sociedade Recreativa e Musical Vilanovense                                                                  | 1878             | Vila Nova de Anços                                                      |                |                    |             |        |
| Sociedade Filarmónica Progresso Matos Galamba                                                               | 1879             | Alcácer do Sal (Santa Maria do Castelo e Santiago) e Santa Susana       |                |                    |             |        |
| Banda Filarmónica Caseguense                                                                                | 1879             | Casegas e Ourondo                                                       |                |                    |             |        |
| Phylarmonica Ançanense - Associação Musical                                                                 | 1879             | Ançã                                                                    |                |                    |             |        |
| Sociedade Recreativa e Musical de Moimenta da Serra                                                         | 1879             | Moimenta da Serra e Vinhó                                               |                |                    |             |        |
| Banda União dos Amigos                                                                                      | 1879             | Capelas                                                                 |                |                    |             |        |
| Sociedade Altarense do Sagrado Coração de Jesus                                                             | 1879             | Altares                                                                 |                |                    |             |        |
| Sociedade Filarmónica 10 de Agosto                                                                          | 1880             | Figueira da Foz                                                         |                |                    |             |        |
| Filarmónica Amizade de Arcozelo da Serra                                                                    | 1880             | Arcozelo                                                                |                |                    |             |        |
| Filarmónica de Santiago de Marrazes                                                                         | 1880             | Marrazes e Barosa                                                       |                |                    |             |        |
| Banda de Música da Associação dos Bombeiros Voluntários "Progresso Barcarenense"                            | 1880             | Barcarena                                                               |                |                    |             |        |
| Sociedade Instrução Musical Escolar Cruz Quebradense                                                        | 1880             | Cruz Quebrada - Dafundo                                                 |                |                    |             |        |
| Sociedade Musical e Desportiva de Caneças                                                                   | 1880             | Caneças                                                                 |                |                    |             |        |
| Sociedade Filarmónica Providência                                                                           | 1880             | Azeitão (São Lourenço e São Simão)                                      |                |                    |             |        |
| Banda de Música da Casa do Povo de Moreira do Lima                                                          | 1880             | Moreira do Lima                                                         |                |                    |             |        |
| Sociedade Musical de Arcos de Valdevez                                                                      | 1880             | Arcos de Valdevez                                                       |                |                    |             |        |
| Sociedade Musical Vouzelense                                                                                | 1880             | Vouzela                                                                 |                |                    |             |        |
| Sociedade Musical Harmonia Pinheirense                                                                      | 1881             | Pinheiro da Bemposta                                                    |                |                    |             |        |
| Filarmónica Intrução e Recreio de Abrunheira                                                                | 1881             | Abrunheira                                                              |                |                    |             |        |
| Banda da Escola de Música de Montargil                                                                      | 1881             | Montargil                                                               |                |                    |             |        |
| Banda União Artística de Castelo de Vide                                                                    | 1881             | Castelo de Vide                                                         |                |                    |             |        |
| Sociedade Filarmónica Nova Artista Flamenguense                                                             | 1881             | Flamengos                                                               |                |                    |             |        |
| Sociedade Filarmónica Unânime Praiense                                                                      | 1881             | Praia do Almoxarife                                                     |                |                    |             |        |
| Sociedade Musical 5 de outubro                                                                              | 1881             | Aldeia de Paio Pires                                                    |                |                    |             |        |
| Banda Marcial de Cambres                                                                                    | 1881             | Cambres                                                                 |                |                    |             |        |
| Banda Musical de São Cipriano "A Nova"                                                                      | 1881             | São Cipriano                                                            |                |                    |             |        |
| Sociedade Filarmónica Ermegeirense                                                                          | 1882             | Maxial e Monte Redondo                                                  |                |                    |             |        |
| Sociedade Filarmónica Vizelense                                                                             | 1882             | Caldas de Vizela (São Miguel e São João)                                |                |                    |             |        |
| Banda Municipal da Ponta do Sol                                                                             | 1882             | Ponta do Sol                                                            |                |                    |             |        |
| Associação Sociedade Filarmónica 1º Dezembro 1882 de Pragança                                               | 1882             | Pragança                                                                |                |                    |             |        |
| Banda de Música de Vila do Conde                                                                            | 1882             | Vila do Conde                                                           |                |                    |             |        |
| Filarmónica Severense                                                                                       | 1883             | Sever do Vouga                                                          |                |                    |             |        |
| Sociedade Filarmónica Moncorvense                                                                           | 1883             | Torre de Moncorvo                                                       |                |                    |             |        |
| Banda Harmonia Mosteirense                                                                                  | 1883             | Mosteiros                                                               |                |                    |             |        |
| Filarmónica Verdi Cambrense                                                                                 | 1883             | Cambra                                                                  |                |                    |             |        |
| Banda de Música de Belmonte                                                                                 | 1884             | Belmonte e Colmeal da Torre                                             |                |                    |             |        |
| Sociedade Filarmónica Maiorguense                                                                           | 1884             | Maiorga                                                                 |                |                    |             |        |
| Sociedade União Musical das Fontinhas                                                                       | 1884             | Fontinhas                                                               |                |                    |             |        |
| Sociedade Velha Filarmónica Riachense                                                                       | 1884             | Riachos                                                                 |                |                    |             |        |
| Banda Filarmónica de Ribafeita                                                                              | 1884             | Ribafeita                                                               |                |                    |             |        |
| Associação Recreativa e Cultural de Sambade                                                                 | 1885             | Sambade                                                                 |                |                    |             |        |
| Sociedade União Alcaçovense                                                                                 | 1885             | Alcáçovas                                                               |                |                    |             |        |
| Sociedade Musical e Recreativa Obidense                                                                     | 1885             | Óbidos                                                                  |                |                    |             |        |
| Sociedade Filarmónica Harmonia de São Pedro do Sul                                                          | 1885             | São Pedro do Sul                                                        |                |                    |             |        |
| Sociedade Filarmónica União e Capricho Olivalense                                                           | 1886             | Olivais                                                                 |                |                    |             |        |
| Sociedade Filarmónica Harmonia Reguenguense                                                                 | 1886             | Reguengos de Monsaraz                                                   |                |                    |             |        |
| Banda da Associação Humanitária dos Bombeiros Voluntários de Alcoentre                                      | 1886             | Alcoentre                                                               |                |                    |             |        |
| Sociedade Filarmónica Recreativa e Musical União Sebastianense                                              | 1886             | Vila de São Sebastião                                                   |                |                    |             |        |
| Sociedade Artística e Musical Carvalhense                                                                   | 1887             | Lavos                                                                   |                |                    |             |        |
| Banda Municipal de Santa Cruz                                                                               | 1887             | Santa Cruz                                                              |                |                    |             |        |
| Sociedade Filarmónica Estrela D'Alva                                                                        | 1887             | Santa Cruz                                                              |                |                    |             |        |
| Filarmónica Idanhense                                                                                       | 1888             | Idanha-a-Nova e Alcafozes                                               |                |                    |             |        |
| Associação Social, Cultural, Recreativa e Desportiva de Pínzio                                              | 1888             | Pínzio                                                                  |                |                    |             |        |
| Sociedade Filarmónica Progresso do Norte                                                                    | 1888             | Rabo de Peixe                                                           |                |                    |             |        |
| Sociedade Filarmónica Lira Fraternidade Calhetense                                                          | 1888             | Calheta de Nesquim                                                      |                |                    |             |        |
| Sociedade Filarmónica União Samorense                                                                       | 1888             | Samora Correia                                                          |                |                    |             |        |
| Banda de Música de Carregosa                                                                                | 1889             | Carregosa                                                               |                |                    |             |        |
| Banda Filarmónica Simão da Veiga da Casa do Povo de Lavre                                                   | 1889             | Lavre                                                                   |                |                    |             |        |
| Sociedade Filarmónica União Praiense                                                                        | 1889             | Praia da Vitória                                                        |                |                    |             |        |
| Sociedade Filarmónica Recreio dos Lavradores                                                                | 1889             | Santo Antão                                                             |                |                    |             |        |
| Sociedade Filarmónica União Artística Piedense                                                              | 1889             | Cova da Piedade                                                         |                |                    |             |        |
| Orxestra Pitagórica                                                                                         | 1890s            | Coimbra (Sé Nova, Santa Cruz, Almedina e São Bartolomeu)                |                |                    |             |        |
| Banda Filarmónica de Caria                                                                                  | 1890             | Caria                                                                   |                |                    |             |        |
| Filarmónica Perovisense                                                                                     | 1890             | Pêro Viseu                                                              |                |                    |             |        |
| Sociedade Filarmónica Boa União Montelavarense                                                              | 1890             | Montelavar                                                              |                |                    |             |        |
| Associação Recreativa da Banda Marcial Ribeiradiense                                                        | 1890             | Ribeiradio                                                              |                |                    |             |        |
| Sociedade Filarmónica Aurora Pedroguense                                                                    | 1891             | Pedrógão Pequeno                                                        |                |                    |             |        |
| Ateneu Artístico Vilafranquense                                                                             | 1891             | Vila Franca de Xira                                                     |                |                    |             |        |
| Banda da Associação Humanitária de Bombeiros Voluntários de Fanhões                                         | 1891             | Fanhões                                                                 |                |                    |             |        |
| Banda dos Bombeiros Voluntários de Colares                                                                  | 1891             | Colares                                                                 |                |                    |             |        |
| Sociedade Musical Simpatia e Gratidão                                                                       | 1891             | Carnaxide                                                               |                |                    |             |        |
| Associação Filarmónica 25 de Setembro                                                                       | 1892             | Montemor-o-Velho e Gatões                                               |                |                    |             |        |
| Sociedade Filarmónica Catarinense                                                                           | 1892             | Santa Catarina                                                          |                |                    |             |        |
| Sociedade Recreativa e Musical de Almoçageme                                                                | 1892             | Almoçageme                                                              |                |                    |             |        |
| Sociedade Musical 2 de Fevereiro                                                                            | 1892             | Santar                                                                  |                |                    |             |        |
| Associação Filarmónica Mirandesa                                                                            | 1893             | Miranda do Douro                                                        |                |                    |             |        |
| Sociedade Filarmónica Vermoilense                                                                           | 1893             | Vermoil                                                                 |                |                    |             |        |
| Sociedade Recreativa Musical 1º de Agosto Santa Iriense                                                     | 1893             | Santa Iria de Azoia                                                     |                |                    |             |        |
| Filarmónica da Imaculada Conceição                                                                          | 1893             | Lomba da Fazenda                                                        |                |                    |             |        |
| Academia Musical 1º de Junho de 1893                                                                        | 1893-06-01       | Lumiar                                                                  |                |                    |             |        |
| Sociedade Filarmónica Oleirense                                                                             | 1894             | Oleiros-Amieira                                                         |                |                    |             |        |
| Sociedade Musical, Recreativa Instrutiva e Beneficente Santanense                                           | 1894             | Santana                                                                 |                |                    |             |        |
| Sociedade Musical de Pevidém                                                                                | 1894             | Selho (São Jorge)                                                       |                |                    |             |        |
| Sociedade Musical Sagrado Coração de Jesus                                                                  | 1894             | Faial da Terra                                                          |                |                    |             |        |
| Banda Filarmónica do Faial                                                                                  | 1895             | Faial                                                                   |                |                    |             |        |
| Sociedade Filarmónica Incrível Aldeiagrandense                                                              | 1895             | Maxial e Monte Redondo                                                  |                |                    |             |        |
| Sociedade Estímulo                                                                                          | 1895             | Calheta                                                                 |                |                    |             |        |
| Academia Almadense                                                                                          | 1895-03-27       | Almada                                                                  |                |                    |             |        |
| Filarmónica 15 de Agosto Alfarelense                                                                        | 1896             | Alfarelos                                                               |                |                    |             |        |
| Associação Musical e Recreativa Castanheirense                                                              | 1896             | Castanheira do Vouga                                                    |                |                    |             |        |
| Filarmónica de Chãs                                                                                         | 1896             | Regueira de Pontes                                                      |                |                    |             |        |
| Banda de Música de Belinho                                                                                  | 1896             | Belinho e Mar                                                           |                |                    |             |        |
| Banda Municipal de Machico                                                                                  | 1896             | Machico                                                                 |                |                    |             |        |
| Sociedade Recreativa e Musical de Vila Franca do Rosário                                                    | 1896             | Vila Franca do Rosário                                                  |                |                    |             |        |
| Filarmónica Lira do Sul                                                                                     | 1896             | Ponta Garça                                                             |                |                    |             |        |
| Sociedade de Instrução Coruchense                                                                           | 1896             | Coruche, Fajarda e Erra                                                 |                |                    |             |        |
| Sociedade Filarmónica Euterpe Meiaviense                                                                    | 1896             | Meia Via                                                                |                |                    |             |        |
| Sociedade Filarmónica Payalvense "Manoel de Mattos”                                                         | 1896             | Paialvo                                                                 |                |                    |             |        |
| Sociedade Recreio Musical Azinhaguense 1º de Dezembro                                                       | 1896             | Azinhaga                                                                |                |                    |             |        |
| Sociedade Filarmónica União Agrícola                                                                        | 1896             | Pinhal Novo                                                             |                |                    |             |        |
| Filarmónica de Mortágua                                                                                     | 1896             | Mortágua                                                                |                |                    |             |        |
| Sociedade Filarmónica Lousanense                                                                            | 1897             | Lousã                                                                   |                |                    |             |        |
| Banda da Associação Humanitária dos Bombeiros Voluntários de Loures                                         | 1897             | Loures                                                                  |                |                    |             |        |
| Sociedade Filarmónica Lira Madalense                                                                        | 1897             | Madalena                                                                |                |                    |             |        |
| Sociedade Filarmónica União Faialense                                                                       | 1897             | Angústias                                                               |                |                    |             |        |
| Banda Filarmónica Juvenil do Lar Escola de Santo António                                                    | 1897             | Viseu                                                                   |                |                    |             |        |
| Banda Musical Flor da Mocidade Junqueirense                                                                 | 1898             | Junqueira                                                               |                |                    |             |        |
| Associação Cultural, Desportiva e Recreativa de Carviçais                                                   | 1898             | Carviçais                                                               |                |                    |             |        |
| Sociedade Filarmónica de Vieira do Minho                                                                    | 1898             | Vieira do Minho                                                         |                |                    |             |        |
| Sociedade Filarmónica Alcanedense                                                                           | 1898             | Alcanede                                                                |                |                    |             |        |
| Academia Musical União e Trabalho                                                                           | 1898             | Sarilhos Grandes                                                        |                |                    |             |        |
| Sociedade Filarmónica Operária Amorense                                                                     | 1898             | Amora                                                                   |                |                    |             |        |
| Sociedade Imparcial 15 de Janeiro de 1898                                                                   | 1898             |                                                                         |                |                    |             |        |
| Sociedade Musical União, Recreio e Sport Sineeense                                                          | 1898             | Sines                                                                   |                |                    |             |        |
| Banda de Música de Loureiro                                                                                 | 1899             | Loureiro                                                                |                |                    |             |        |
| Filarmónica Recreativa Cortense                                                                             | 1899             | Cortes do Meio                                                          |                |                    |             |        |
| Sociedade Filarmónica Barranquense                                                                          | 1899             | Barrancos                                                               |                |                    |             |        |
| Sociedade Artística Musical 20 de Julho de Santa Margarida do Arrabal                                       | 1899             | Arrabal                                                                 |                |                    |             |        |
| Sociedade Musical União Paredense                                                                           | 1899             | Parede                                                                  |                |                    |             |        |
| Sociedade Recreativa Musical Trafariense                                                                    | 1900             | Trafaria                                                                |                |                    |             |        |
| Banda de Música dos Bombeiros Voluntários de Ílhavo                                                         | 1900             | Ílhavo                                                                  |                |                    |             |        |
| Sociedade Filarmónica Instrução e Recreio Nova Aliança                                                      | 1900             | Velas                                                                   |                |                    |             |        |
| Sociedade Filarmónica Lealdade União Ribeirense                                                             | 1900             | Ribeira Branca                                                          |                |                    |             |        |
| Banda Musical de São Pedro da Cova                                                                          | 1900             | São Pedro da Cova                                                       |                |                    |             |        |
| Centro Cultural Azambujense                                                                                 | 1901             | Azambuja                                                                |                |                    |             |        |
| Sociedade Recreativa Musical de Carcavelos                                                                  | 1901             | Carcavelos                                                              |                |                    |             |        |
| Filarmónica Minerva dos Ginetes                                                                             | 1901             | Ginetes                                                                 |                |                    |             |        |
| Sociedade Artística Tramagalense                                                                            | 1901             | Tramagal                                                                |                |                    |             |        |
| Sociedade Filarmónica de Tibaldinho                                                                         | 1901             | Alcafache                                                               |                |                    |             |        |
| Sociedade Filarmónica de Santa Cruz de Alvarenga                                                            | 1902             | Alvarenga                                                               |                |                    |             |        |
| Banda Musical 1º de Maio da Associação de Socorros Mútuos dos Artistas Mirandelenses                        | 1902             | Mirandela                                                               |                |                    |             |        |
| Associação Desportiva Recreativa e Cultural Filarmónica Varzeense (FILVAR)                                  | 1902             | Vila Nova do Ceira                                                      |                |                    |             |        |
| Sociedade Filarmónica União 1º de Dezembro de 1902                                                          | 1902             | Atouguia da Baleia                                                      |                |                    |             |        |
| Sociedade Filarmónica de Muge                                                                               | 1902             | Muge                                                                    |                |                    |             |        |
| Sociedade Filarmónica Tondelense                                                                            | 1902             | Tondela                                                                 |                |                    |             |        |
| Sociedade Filarmónica Educação e Beneficência Fratelense                                                    | 1903             | Fratel                                                                  |                |                    |             |        |
| Sociedade Musical de Santa Cecília                                                                          | 1903             | Aveiro                                                                  |                |                    |             |        |
| Banda do Cercal                                                                                             | 1903             | Gesteira e Brunhós                                                      |                |                    |             |        |
| Sociedade Filarmónica Ansianense de Santa Cecília                                                           | 1903             | Ansião                                                                  |                |                    |             |        |
| Círculo Católico de Operários de Barcelos                                                                   | 1903             | Barcelos, Vila Boa e Vila Frescainha (São Martinho e São Pedro)         |                |                    |             |        |
| Associação Filarmónica de Vilar Seco                                                                        | 1903             | Vilar Seco                                                              |                |                    |             |        |
| Sociedade Filarmónica Lealdade Pinheirense                                                                  | 1903             | Pinheiro de Ázere                                                       |                |                    |             |        |
| Sociedade Filarmónica União Católica da Serra da Ribeirinha                                                 | 1904             | Ribeirinha                                                              |                |                    |             |        |
| Filarmónica Recreativa Estrela de Unhais da Serra                                                           | 1904             | Unhais da Serra                                                         |                |                    |             |        |
| Associação Cultural Recreativa de Pinela                                                                    | 1904             | Pinela                                                                  |                |                    |             |        |
| Banda Filarmónica do Grupo União e Recreio Azarujense                                                       | 1904             | São Bento do Mato                                                       |                |                    |             |        |
| Banda de Música dos Bombeiros Voluntários da Póvoa de Lanhoso                                               | 1904             | Póvoa de Lanhoso                                                        |                |                    |             |        |
| Sociedade Filarmónica Incrível Pontevelense                                                                 | 1904             | Pontével                                                                |                |                    |             |        |
| Sociedade Musical Alvarense                                                                                 | 1905             | Casal de Álvaro                                                         |                |                    |             |        |
| Filarmónica do Espirito Santo da Casa do Povo de São Bartolomeu                                             | 1905             | São Bartolomeu de Regatos                                               |                |                    |             |        |
| Banda Filarmónica de Vinhais                                                                                | 1906             | Vinhais                                                                 |                |                    |             |        |
| Sociedade Recreativa e Musical Loriguense                                                                   | 1906             | Loriga                                                                  |                |                    |             |        |
| Sociedade Filarmónica Vestiarense "Monsenhor José Cacella"                                                  | 1906             | Vestiaria                                                               |                |                    |             |        |
| Sociedade Instrução Musical, Cultura e Recreio de A-dos-Francos                                             | 1906             | A-dos-Francos                                                           |                |                    |             |        |
| Banda Municipal Alterense                                                                                   | 1906             | Alter do Chão                                                           |                |                    |             |        |
| Fanfarra Operária Gago Coutinho e Sacadura Cabral                                                           | 1906             | Angra do Heroísmo                                                       |                |                    |             |        |
| Banda Musical e Cultural de Rio de Moinhos                                                                  | 1907             | Rio de Moinhos                                                          |                |                    |             |        |
| Grupo Musical Fraternidade Pampilhosense                                                                    | 1907             | Pampilhosa da Serra                                                     |                |                    |             |        |
| Banda Filarmónica da Casa do Povo de Nossa Senhora de Machede                                               | 1907             | Nossa Senhora de Machede                                                |                |                    |             |        |
| Sociedade Filarmónica União Montoitense                                                                     | 1907             | Montoito                                                                |                |                    |             |        |
| Banda União Progressista                                                                                    | 1907             | Vila Franca do Campo                                                    |                |                    |             |        |
| Sociedade Filarmónica Recreio dos Pastores                                                                  | 1907             | São João                                                                |                |                    |             |        |
| Filarmónica Recreativa Carvalhense                                                                          | 1908             | Cantar-Galo e Vila do Carvalho                                          |                |                    |             |        |
| A União de Aldeia de João Pires Sociedade Recreativa e Musical                                              | 1908             | Aldeia de João Pires                                                    |                |                    |             |        |
| Banda Torroselense Estrela de Alva                                                                          | 1908             | Torrozelo e Folhadosa                                                   |                |                    |             |        |
| Banda Musical de Fornos - Centro de Cultura e Desporto                                                      | 1909             | Fornos                                                                  |                |                    |             |        |
| Serrana - Associação Desportiva Cultural e Recreativa de Serra D´El Rei                                     | 1909             | Serra d'El-Rei                                                          |                |                    |             |        |
| Sociedade Filarmónica União Pinheirense - SFUP                                                              | 1909             | Loures                                                                  |                |                    |             |        |
| Associação Filarmónica União Lapense                                                                        | 1909             | Lapa                                                                    |                |                    |             |        |
| Sociedade Filarmónica Vicentina                                                                             | 1910             | São Vicente da Beira                                                    |                |                    |             |        |
| Banda Recreio Camponês                                                                                      | 1910             | Câmara de Lobos                                                         |                |                    |             |        |
| Filarmónica Lira Nossa Senhora Oliveira                                                                     | 1910             | Fajã de Cima                                                            |                |                    |             |        |
| Sociedade Filarmónica Liberdade Cais do Pico                                                                | 1910             | São Roque do Pico                                                       |                |                    |             |        |
| Sociedade Filarmónica União Musical Nossa Senhora da Saúde                                                  | 1910             | Arrifes                                                                 |                |                    |             |        |
| Associação Banda 25 de Março                                                                                | 1911             | Lamas                                                                   |                |                    |             |        |
| Associação Filarmónica de Arganil                                                                           | 1911             | Arganil                                                                 |                |                    |             |        |
| Sociedade Musical Gouveense "Pedro Amaral Botto Machado"                                                    | 1911             | Gouveia                                                                 |                |                    |             |        |
| Sociedade Filarmónica Instrução e Recreio Familiar de Lameiras                                              | 1912             | Lameiras (Terrugem)                                                     |                |                    |             |        |
| Sociedade Filarmónica Marcial Troféu                                                                        | 1912             | Povoação                                                                |                |                    |             |        |
| Sociedade Filarmónica Euterpe                                                                               | 1912             | Castelo Branco                                                          |                |                    |             |        |
| Sociedade Musical Fraternidade Operária Grandolense                                                         | 1912             | Grândola e Santa Margarida da Serra                                     |                |                    |             |        |
| Associação de Cultura e Recreio da Banda Marcial do Vale – Santa Maria da Feira                             | 1913             | Vale                                                                    |                |                    |             |        |
| Associação Filarmónica Rebordelense                                                                         | 1913             | Rebordelo                                                               |                |                    |             |        |
| Sociedade Filarmónica Turquelense                                                                           | 1913             | Turquel                                                                 |                |                    |             |        |
| Filarmónica Recreio dos Artistas                                                                            | 1913             | Santa Cruz da Graciosa                                                  |                |                    |             |        |
| Sociedade Artística Banda de Vale de Cambra                                                                 | 1914             | Vale de Cambra                                                          |                |                    |             |        |
| Associação Musical de Pocariça                                                                              | 1914             | Pocariça                                                                |                |                    |             |        |
| Sociedade de Instrução Musical de Porto Salvo                                                               | 1914             | Porto Salvo                                                             |                |                    |             |        |
| Associação Filarmónica 1º Dezembro Cultural Artística Vilarense Reis Prazeres                               | 1914             | Nossa Senhora das Misericórdias                                         |                |                    |             |        |
| Sociedade Musical Sesimbrense                                                                               | 1914             | Santiago                                                                |                |                    |             |        |
| Banda Filarmónica de Famalicão da Serra                                                                     | 1915             | Famalicão                                                               |                |                    |             |        |
| Sociedade Filarmónica Avelarense                                                                            | 1915             | Avelar                                                                  |                |                    |             |        |
| Sociedade Filarmónica União Musical e Cultural Doutor Armas Silveira                                        | 1915             | Santa Cruz das Flores                                                   |                |                    |             |        |
| Sociedade Instrução Musical Rossiense                                                                       | 1915             | Rossio ao Sul do Tejo                                                   |                |                    |             |        |
| Sociedade Musical Mindense                                                                                  | 1915             | Minde                                                                   |                |                    |             |        |
| Associação Beneficente, Cultura e Recreio da Mamarrosa                                                      | 1916             | Mamarrosa                                                               |                |                    |             |        |
| Banda Musical de S. Tiago de Lobão                                                                          | 1916             | Lobão                                                                   |                |                    |             |        |
| Sociedade Filarmónica Capricho Bejense                                                                      | 1916             | Beja                                                                    |                |                    |             |        |
| Sociedade Filarmónica Lira Corvense                                                                         | 1916             | Município do Corvo                                                      |                |                    |             |        |
| Sociedade Musical 1º de Agosto                                                                              | 1916             | Vila Nova de Gaia                                                       |                |                    |             |        |
| Sociedade Filarmónica União e Progresso Madalense                                                           | 1917             | Madalena                                                                |                |                    |             |        |
| Banda de Música de Sanguinhedo                                                                              | 1917             | Mouçós e Lamares                                                        |                |                    |             |        |
| Sociedade Filarmónica Flor do Alva                                                                          | 1918             | Vila Cova de Alva                                                       |                |                    |             |        |
| Associação Filarmónica da Boa Educação de Vila Cova de Tavares                                              | 1918             | Várzea de Tavares                                                       |                |                    |             |        |
| Associação Filarmónica Lyra Barcoucence 10 de Agosto                                                        | 1919             | Barcouço                                                                |                |                    |             |        |
| Sociedade Filarmónica Recreativa de Pêro Pinheiro                                                           | 1919             | Pêro Pinheiro                                                           |                |                    |             |        |
| Sociedade Musical Sportiva Alvidense                                                                        | 1919             | Alcabideche                                                             |                |                    |             |        |
| Sociedade Filarmónica Progresso e Labor Samouquense                                                         | 1919             | Samouco                                                                 |                |                    |             |        |
| Sociedade Musical União e Trabalho                                                                          | 1920             | Lapas                                                                   |                |                    |             |        |
| Associação Banda Musical de Rio Mau                                                                         | 1920             | Rio Mau                                                                 |                |                    |             |        |
| Filarmónica Pampilhosense                                                                                   | 1920             | Pampilhosa                                                              |                |                    |             |        |
| Banda do Círculo Artístico Musical Safarense                                                                | 1920             | Safara                                                                  |                |                    |             |        |
| Filarmónica Boa Vontade Lorvanense                                                                          | 1920             | Lorvão                                                                  |                |                    |             |        |
| Associação Filarmónica Bidoeirense                                                                          | 1920             | Bidoeira de Cima                                                        |                |                    |             |        |
| Banda de Alcobaça                                                                                           | 1920             | Alcobaça                                                                |                |                    |             |        |
| Sociedade Filarmónica Lira Do Rosário                                                                       | 1920             | Lagoa                                                                   |                |                    |             |        |
| Sociedade Filarmónica Ereirense                                                                             | 1920             | Ereira                                                                  |                |                    |             |        |
| Sociedade Cultural e Recreativa de Vale da Pinta                                                            | 1920             | Cartaxo e Vale da Pinta                                                 |                |                    |             |        |
| Banda Musical Casa Povo Santa Marinha do Zêzere                                                             | 1920             | Santa Marinha do Zêzere                                                 |                |                    |             |        |
| Associação Filarmónica Retaxense                                                                            | 1921             | Retaxo                                                                  |                |                    |             |        |
| Sociedade Filarmónica Silvarense                                                                            | 1921             | Silvares                                                                |                |                    |             |        |
| Associação Cultural e Recreativa Banda Nova de Fermentelos                                                  | 1921             | Fermentelos                                                             |                |                    |             |        |
| Sociedade Filarmónica União Mourense                                                                        | 1921             | Moura                                                                   |                |                    |             |        |
| Sociedade Filarmónica Lira e Progresso Feteirense                                                           | 1921             | Feteira                                                                 |                |                    |             |        |
| Banda Filarmónica da Casa do Povo da Vila da Marmeleira                                                     | 1921             | Marmeleira                                                              |                |                    |             |        |
| Sociedade Filarmónica de Crestuma                                                                           | 1921             | Crestuma                                                                |                |                    |             |        |
| Filarmónica Recreativa Eradense                                                                             | 1922             | Erada                                                                   |                |                    |             |        |
| S.I.R - Sociedade de Instrução e Recreio de Paços da Serra                                                  | 1922             | Paços da Serra                                                          |                |                    |             |        |
| Sociedade Filarmónica Espírito Santo da Agualva                                                             | 1922             | Agualva                                                                 |                |                    |             |        |
| Sociedade Filarmónica Alvaiazerense de Santa Cecília                                                        | 1923             | Alvaiázere                                                              |                |                    |             |        |
| Sociedade Filarmónica Os Aliados                                                                            | 1923             | Sintra                                                                  |                |                    |             |        |
| Sociedade Lírica Moitense                                                                                   | 1923             | Moita dos Ferreiros                                                     |                |                    |             |        |
| Banda Recreio Espirituense                                                                                  | 1923             | Santo Espírito                                                          |                |                    |             |        |
| Lusitânia Club Recreio Velense – Filarmónica Liberdade                                                      | 1923             | Velas                                                                   |                |                    |             |        |
| Associação Cultural e Recreativa Tuna Musical de Anta                                                       | 1924             | Anta                                                                    |                |                    |             |        |
| Sociedade Musical União Vimieirense                                                                         | 1924             | Vimieiro                                                                |                |                    |             |        |
| Sociedade Filarmónica 1º de Abril Vimieirense                                                               | 1924             | Vimieiro                                                                |                |                    |             |        |
| Sociedade Filarmónica Popular - Banda Musical Castromarinense                                               | 1924             | Castro Marim                                                            |                |                    |             |        |
| Sociedade Cultural Desportiva e Recreativa Filarmónica Ilhense                                              | 1924             | Ilha                                                                    |                |                    |             |        |
| Sociedade Filarmónica Recreio Musical Ribeirinhense                                                         | 1924             | Ribeirinha                                                              |                |                    |             |        |
| Banda Musical de Melres                                                                                     | 1924             | Melres                                                                  |                |                    |             |        |
| Banda Visconde de Salreu                                                                                    | 1925             | Salreu                                                                  |                |                    |             |        |
| Sociedade Recreativa e Musical 12 de Abril                                                                  | 1925             | Travassô                                                                |                |                    |             |        |
| Sociedade Filarmónica Recreativa de Ferreira do Alentejo                                                    | 1925             | Ferreira do Alentejo                                                    |                |                    |             |        |
| Sociedade da Banda Musical de Tavira                                                                        | 1925             | Tavira (Santa Maria e Santiago)                                         |                |                    |             |        |
| Sociedade Filarmónica e Recreativa Gaeirense                                                                | 1925             | Gaeiras                                                                 |                |                    |             |        |
| Sociedade União Urzelinense                                                                                 | 1925             | Urzelina                                                                |                |                    |             |        |
| Banda de Música da Associação dos Bombeiros Voluntários de Vila Nova da Barquinha                           | 1925             | Freguesia de Vila Nova da Barquinha                                     |                |                    |             |        |
| Banda Municipal Flaviense “Os Pardais”                                                                      | 1925             | Santa Maria Maior                                                       |                |                    |             |        |
| Associação Recreativa Eixense                                                                               | 1926             | Eixo                                                                    |                |                    |             |        |
| Centro Recreativo Amadores de Música Os Leões                                                               | 1926             | Moura                                                                   |                |                    |             |        |
| Banda Municipal de Santana                                                                                  | 1926             | Santana                                                                 |                |                    |             |        |
| Banda Filarmónica do Couto de Dornelas                                                                      | 1926             | Dornelas                                                                |                |                    |             |        |
| Academia Recreativa e Musical de Sacavém                                                                    | 1927             | Sacavém e Prior Velho                                                   |                |                    |             |        |
| Sociedade Musical Recreativa de Alqueidão                                                                   | 1927             | Alqueidão                                                               |                |                    |             |        |
| Sociedade Filarmónica Monfortense                                                                           | 1927             | Monforte                                                                |                |                    |             |        |
| Filarmónica Lira Campesina Cedrense                                                                         | 1927             | Cedros                                                                  |                |                    |             |        |
| Sociedade Recreativa e Filarmónica 1º de Janeiro                                                            | 1928             | Castro Verde                                                            |                |                    |             |        |
| Sociedade Recreativa e Musical de Póvoa e Meadas                                                            | 1928             | Nossa Senhora da Graça de Póvoa e Meadas                                |                |                    |             |        |
| Sociedade Musical, Cultura e Recreio de Paços de Vilharigues                                                | 1928             | Paços de Vilharigues                                                    |                |                    |             |        |
| Banda de Música dos Empregados da Companhia Carris de Ferro de Lisboa                                       | 1929             | Linda-a-Velha                                                           |                |                    |             |        |
| Banda Musical de S. Martinho do Campo                                                                       | 1929             | Campo                                                                   |                |                    |             |        |
| Banda Filarmónica da Casa do Povo de Penacova                                                               | 1930             | Penacova                                                                |                |                    |             |        |
| Banda Filarmónica da Casa do Povo de Cabrela                                                                | 1930             | Cabrela                                                                 |                |                    |             |        |
| Sociedade Filarmónica Alpalhoense                                                                           | 1930             | Alpalhão                                                                |                |                    |             |        |
| Sociedade Filarmónica Galveense                                                                             | 1930             | Galveias                                                                |                |                    |             |        |
| Grupo de Solidariedade Musical e Desportiva de Talaíde                                                      | 1930             | Talaíde                                                                 |                |                    |             |        |
| Academia de Música Banda de Ourém (AMBO)                                                                    | 1930             | Nossa Senhora da Piedade                                                |                |                    |             |        |
| Associação Desenvolvimento Sócio-Cultural Desportivo "Vitória-Unidos" (AVUCA)                               | 1930             | Carregueira                                                             |                |                    |             |        |
| Sociedade Filarmónica de Instrução e Recreio Carregueirense Vitória                                         | 1930             | Carregueira                                                             |                |                    |             |        |
| Associação Filarmónica Cultural, Recreativa e Desportiva de Tarouquela                                      | 1930             | Tarouquela                                                              |                |                    |             |        |
| Grupo Recreativo Mirandense                                                                                 | 1931             | Miranda do Corvo                                                        |                |                    |             |        |
| Associação Musical União Filarmónica Maiorquense - U.F.M.                                                   | 1931             | Maiorca                                                                 |                |                    |             |        |
| Sociedade Filarmónica Lacobrigense 1º de Maio                                                               | 1931             | São Gonçalo de Lagos                                                    |                |                    |             |        |
| Sociedade Filarmónica de Alvorninha                                                                         | 1931             | Alvorninha                                                              |                |                    |             |        |
| Sociedade Filarmónica Recreio Nortense                                                                      | 1931             | Norte Grande                                                            |                |                    |             |        |
| Sociedade Filarmónica Recreio Terreirense                                                                   | 1931             | Manadas                                                                 |                |                    |             |        |
| Sociedade Recreio Lajense                                                                                   | 1931             | Lajes                                                                   |                |                    |             |        |
| Banda Marcial de Almeirim                                                                                   | 1931             | Almeirim                                                                |                |                    |             |        |
| Sociedade Filarmónica Alpiarcence 1º. de Dezembro                                                           | 1931             | Alpiarça                                                                |                |                    |             |        |
| Sociedade Filarmónica União Musical Amarelejense                                                            | 1932             | Amareleja                                                               |                |                    |             |        |
| Sociedade Filarmónica Goleganense 1º de Janeiro                                                             | 1932             | Golegã                                                                  |                |                    |             |        |
| Banda de Música de Oliveira de Frades                                                                       | 1932             | Oliveira de Frades                                                      |                |                    |             |        |
| Clube de Instrução e Recreio Musical de Eira Queimada                                                       | 1932             | Gouviães                                                                |                |                    |             |        |
| Associação Cultural do Couto Mineiro do Pejão                                                               | 1933             | Pedorido                                                                |                |                    |             |        |
| Banda União Musical Paramense                                                                               | 1933             | Paramos                                                                 |                |                    |             |        |
| Associação Filarmónica Barrilense                                                                           | 1933             | Barril de Alva                                                          |                |                    |             |        |
| Sociedade Filarmónica Silvense                                                                              | 1933             | Silves                                                                  |                |                    |             |        |
| Associação Recreativa de Nossa Senhora de Fátima do Arco de São Jorge                                       | 1933             | Arco de São Jorge                                                       |                |                    |             |        |
| Banda Nova de Barroselas                                                                                    | 1934             | Barroselas                                                              |                |                    |             |        |
| Banda Municipal Mouranense                                                                                  | 1934             | Mourão                                                                  |                |                    |             |        |
| Sociedade Filarmónica Municipal Redondense                                                                  | 1934             | Redondo                                                                 |                |                    |             |        |
| Sociedade Filarmónica Recreio União Praínhense                                                              | 1934             | Prainha                                                                 |                |                    |             |        |
| Sociedade de Recreio União e Progresso Mouronhense                                                          | 1935             | Mouronho                                                                |                |                    |             |        |
| Filarmónica Municipal Portelense                                                                            | 1935             | Portel                                                                  |                |                    |             |        |
| Sociedade Filarmónica União Rosalense                                                                       | 1935             | Rosais                                                                  |                |                    |             |        |
| Associação de Cultura e Recreio Musical 1º de Dezembro                                                      | 1936             | São João Baptista                                                       |                |                    |             |        |
| Sociedade de Educação e Recreativa de Vila Verde                                                            | 1936             | Vila Verde e Barbudo                                                    |                |                    |             |        |
| Associação Musical Lira do Espírito Santo                                                                   | 1936             | Maia                                                                    |                |                    |             |        |
| Grupo Recreativo e Musical – Banda Famalicão                                                                | 1937             | Vila Nova de Famalicão e Calendário                                     |                |                    |             |        |
| Sociedade Filarmónica de Louriçal do Campo                                                                  | 1938             | Louriçal do Campo                                                       |                |                    |             |        |
| Banda de Soure                                                                                              | 1938             | Soure                                                                   |                |                    |             |        |
| Sociedade de Instrução e Recreio de Janes e Malveira                                                        | 1938             | Janes Malveira da Serra                                                 |                |                    |             |        |
| Filarmónica União Popular Luzense                                                                           | 1938             | Luz                                                                     |                |                    |             |        |
| Banda Filarmónica Alveguense                                                                                | 1938             | Alvega                                                                  |                |                    |             |        |
| Associação Educativa e Recreativa de Góis                                                                   | 1939             | Góis                                                                    |                |                    |             |        |
| Associação Recreativa e Musical "Amigos da Branca"                                                          | 1940             | Branca                                                                  |                |                    |             |        |
| Banda Musical São Vicente de Alfena                                                                         | 1940             | Alfena                                                                  |                |                    |             |        |
| Sociedade Familiar Recreativa de Malveira da Serra                                                          | 1941             | Malveira da Serra                                                       |                |                    |             |        |
| Banda Musical de Paço de Sousa                                                                              | 1941             | Paço de Sousa                                                           |                |                    |             |        |
| Sociedade Filarmónica Sanjorgense                                                                           | 1942             | São Jorge da Beira                                                      |                |                    |             |        |
| Sociedade Musical de Instrução e Recreio Aljustrelense                                                      | 1942             | Aljustrel                                                               |                |                    |             |        |
| Sociedade Filarmónica União Assaforense                                                                     | 1942             | São João das Lampas e Terrugem                                          |                |                    |             |        |
| Banda de Música da Casa do Povo de Ferreiros                                                                | 1943             | Ferreiros de Tendais                                                    |                |                    |             |        |
| Associação Recreativa Musical Covilhanense                                                                  | 1944             | Covilhã e Canhoso                                                       |                |                    |             |        |
| Grupo Musical Gesteirense                                                                                   | 1944             | Gesteira                                                                |                |                    |             |        |
| Sociedade Musical e Recreativa do Xartinho                                                                  | 1944             | Alcanede                                                                |                |                    |             |        |
| Banda Filarmónica da Associação Humanitária de Bombeiros Voluntários de Vimioso                             | 1945             | Vimioso                                                                 |                |                    |             |        |
| Sociedade Filarmónica São Cristóvão da Caranguejeira                                                        | 1945             | Caranguejeira                                                           |                |                    |             |        |
| Sociedade Filarmónica do Espinhal                                                                           | 1946             | Espinhal                                                                |                |                    |             |        |
| Sociedade Filarmónica do Senhor dos Aflitos de Soutocico                                                    | 1946             | Arrabal                                                                 |                |                    |             |        |
| Sociedade Filarmónica Recreio Santamarense                                                                  | 1946             | Santo Amaro                                                             |                |                    |             |        |
| Banda Comércio e Indústria das Caldas da Rainha                                                             | 1947             | Caldas da Rainha - Santo Onofre e Serra do Bouro                        |                |                    |             |        |
| Sociedade Progresso Lajense                                                                                 | 1947             | Lajes                                                                   |                |                    |             |        |
| Associação da Banda Musical da Póvoa de Varzim                                                              | 1947             | Póvoa de Varzim                                                         |                |                    |             |        |
| Banda Recreativa União Pinheirense                                                                          | 1948             | São João de Loure                                                       |                |                    |             |        |
| Banda Lira das Sete Cidades                                                                                 | 1948             | Sete Cidades                                                            |                |                    |             |        |
| Banda de Música de Anadia                                                                                   | 1949             | Anadia                                                                  |                |                    |             |        |
| União Filarmónica de A-da-Gorda                                                                             | 1949             | A-da-Gorda                                                              |                |                    |             |        |
| Sociedade Musical de Santo António                                                                          | 1949             | Carvalhal Redondo                                                       |                |                    |             |        |
| Academia Musical Arazedense                                                                                 | 1950             | Arazede                                                                 |                |                    |             |        |
| Banda de Música da Trofa                                                                                    | 1951             | Trofa                                                                   |                |                    |             |        |
| Banda Academia de Santa Cecília de São Romão                                                                | 1951             | São Romão                                                               |                |                    |             |        |
| Sociedade Filarmónica de Educação Recreio e Beneficência União Ribeirense                                   | 1952             | Ribeiras                                                                |                |                    |             |        |
| Filarmónica União Operária Musical de Nossa Senhora dos Remédios                                            | 1953             | Fajãzinha                                                               |                |                    |             |        |
| Sociedade Filarmónica Ouriense                                                                              | 1953             | Nossa Senhora das Misericórdias                                         |                |                    |             |        |
| Clube Recreativo da Cruz de Pau                                                                             | 1954             | Cruz de Pau                                                             |                |                    |             |        |
| Banda 14 de Janeiro                                                                                         | 1955             | Elvas                                                                   |                |                    |             |        |
| Sociedade Filarmónica Recreio Topense                                                                       | 1955             | Topo (Nossa Senhora do Rosário)                                         |                |                    |             |        |
| Sociedade Filarmónica Comércio e Indústria da Amadora                                                       | 1959             | Mina de Água                                                            |                |                    |             |        |
| Banda Musical de São Tiago de Silvalde                                                                      | 1960             | Silvalde                                                                |                |                    |             |        |
| Banda Filarmónica 1º de Dezembro de Moncarapacho                                                            | 1962             | Moncarapacho e Fuseta                                                   |                |                    |             |        |
| Orquestra Gulbenkian                                                                                        | 1962             | Avenidas Novas                                                          |                |                    |             |        |
| Banda Marcial de Arnoso                                                                                     | 1963             | Santa Maria de Arnoso                                                   |                |                    |             |        |
| Associação de Desportos e Recreio "O Paraíso"                                                               | 1963             | Azambuja                                                                |                |                    |             |        |
| Filarmónica União Progresso de Guadalupe                                                                    | 1963             | Guadalupe                                                               |                |                    |             |        |
| Sociedade Filarmónica Felgarense                                                                            | 1964             | Felgar                                                                  |                |                    |             |        |
| Sociedade Recreativa União Castelejense                                                                     | 1965             | Castelejo                                                               |                |                    |             |        |
| Filarmónica da Casa do Povo de São Pedro de Alva                                                            | 1965             | São Pedro de Alva                                                       |                |                    |             |        |
| Sociedade Filarmónica União Arraiolense                                                                     | 1965             | Arraiolos                                                               |                |                    |             |        |
| Grupo Filarmónico de Nossa Senhora das Mercês da Casa do Povo de Feteira                                    | 1966             | Feteira                                                                 |                |                    |             |        |
| Sociedade Recreativa Biscoitense                                                                            | 1967             | Biscoitos                                                               |                |                    |             |        |
| Sociedade Filarmónica de Serpa                                                                              | 1970             | Serpa                                                                   |                |                    |             |        |
| Banda Musical de Santa Tecla                                                                                | 1970             | Veade, Gagos e Molares                                                  |                |                    |             |        |
| União Recreativa de Cultura e Desporto de Coina                                                             | 1971             | Coina                                                                   |                |                    |             |        |
| União Recreativa Musical Pomarense                                                                          | 1972             | Pomares                                                                 |                |                    |             |        |
| Sociedade de Recreio e Cultura dos Povos de Galizes e Vendas de Galizes                                     | 1972             | Nogueira do Cravo Galizes                                               |                |                    |             |        |
| Banda Municipal do Barreiro                                                                                 | 1972             | Barreiro e Lavradio                                                     |                |                    |             |        |
| Banda Paroquial de São Lourenço da Camacha                                                                  | 1973             | Camacha                                                                 |                |                    |             |        |
| Escola de Música da Quinta do Picado                                                                        | 1974             | Aveiro                                                                  |                |                    |             |        |
| Sociedade Filarmónica de Santo Estêvão                                                                      | 1974             | Santo Estêvão                                                           |                |                    |             |        |
| Zé Pedro Associação Musical                                                                                 | 1975             | Viana do Castelo (Santa Maria Maior e Monserrate) e Meadela             |                |                    |             |        |
| Banda Municipal de Valpaços                                                                                 | 1975             | Valpaços                                                                |                |                    |             |        |
| Associação Musical e Cultural de São Bernardo                                                               | 1976             | São Bernardo                                                            |                |                    |             |        |
| Banda de Música da Casa do Povo de Campelos                                                                 | 1976             | Campelos e Outeiro da Cabeça                                            |                |                    |             |        |
| Banda Nossa Senhora da Luz                                                                                  | 1976             | Ponta Delgada                                                           |                |                    |             |        |
| Banda Filarmónica de Bragança                                                                               | 1977             | Bragança                                                                |                |                    |             |        |
| Banda Filarmónica da Casa do Povo de Alcantarilha, Pêra e Armação de Pêra                                   | 1977             | Alcantarilha e Pêra                                                     |                |                    |             |        |
| Sociedade Filarmónica de Mira-Sintra                                                                        | 1977             | Mira-Sintra                                                             |                |                    |             |        |
| Banda de Música da Liga dos Amigos de Castelo Novo                                                          | 1977             | Algés                                                                   |                |                    |             |        |
| Banda Musical e Recreativa de Penalva do Castelo                                                            | 1977             | Penalva do Castelo                                                      |                |                    |             |        |
| Banda da Associação dos Bombeiros Voluntários de Alvito                                                     | 1978             | Alvito                                                                  |                |                    |             |        |
| Associação Recreativa e Cultural da Banda de Música de Freixo de Espada à Cinta                             | 1978             | Freixo de Espada à Cinta                                                |                |                    |             |        |
| Associação Filarmónica Vilarinhense                                                                         | 1978             | Vilarinho da Castanheira                                                |                |                    |             |        |
| Associação Musical de S. Pedro da Torre                                                                     | 1978             | Valença                                                                 |                |                    |             |        |
| Banda Filarmónica de Caminha                                                                                | 1978             | Caminha                                                                 |                |                    |             |        |
| Círculo de Cultura Musical Bombarralense                                                                    | 1979             | Bombarral e Vale Covo                                                   |                |                    |             |        |
| Filarmónica da Guia – Associação Artístico-Cultural                                                         | 1980             | Guia, Ilha e Mata Mourisca                                              |                |                    |             |        |
| Sociedade Filarmónica de Instrução e Cultura Musical de Gançaria                                            | 1980             | Gançaria                                                                |                |                    |             |        |
| Banda Filarmónica de Sendim                                                                                 | 1980             | Sendim                                                                  |                |                    |             |        |
| Associação Musical de Pedroso                                                                               | 1980             | Pedroso                                                                 |                |                    |             |        |
| Associação Cultural e Recreativa de Lousa                                                                   | 1981             | Lousa                                                                   |                |                    |             |        |
| Associação Cultural, Recreativa e Desportiva da Gândara                                                     | 1981             | Alhadas                                                                 |                |                    |             |        |
| Associação Filarmónica 24 de Junho                                                                          | 1981             | São Miguel de Machede                                                   |                |                    |             |        |
| Filarmónica do Centro Cultural de Borba                                                                     | 1981             | Borba (Matriz)                                                          |                |                    |             |        |
| Sociedade Filarmónica Corvalense                                                                            | 1981             | Corval                                                                  |                |                    |             |        |
| Orquestra Juvenil Câmara Municipal Ponte de Sôr                                                             | 1981             | Ponte de Sor                                                            |                |                    |             |        |
| Escola de Música da Juventude de Mafra                                                                      | 1981             | Mafra                                                                   |                |                    |             |        |
| Banda Musical e Artística da Charneca                                                                       | 1981             | Charneca                                                                |                |                    |             |        |
| Filarmónica Recreio de São Lázaro                                                                           | 1981             | Norte Pequeno                                                           |                |                    |             |        |
| Banda Musical 81 de Ferreirim                                                                               | 1981             | Ferreirim                                                               |                |                    |             |        |
| Sociedade Filarmónica de Lalim                                                                              | 1981             | Lalim                                                                   |                |                    |             |        |
| Associação Cultural e Recreativa de Carapinheira                                                            | 1982             | Carapinheira                                                            |                |                    |             |        |
| Banda de Música do Centro Cultural do Alandroal                                                             | 1982             | Alandroal                                                               |                |                    |             |        |
| Associação Filarmónica de Faro                                                                              | 1982             | Faro                                                                    |                |                    |             |        |
| Associação Cultural Recreativa e Desportiva do Pico da Pedra                                                | 1982             | Pico da Pedra                                                           |                |                    |             |        |
| Associação Cultural Recreativa de Sernancelhe                                                               | 1982             | Sernancelhe                                                             |                |                    |             |        |
| Associação Filarmónica, Recreativa e Cultural do Brinço                                                     | 1983             | Ala                                                                     |                |                    |             |        |
| Associação Cultural, Recreativa e Desportiva de Seixo de Manhoses                                           | 1983             | Seixo de Manhoses                                                       |                |                    |             |        |
| Associação Recreativa e Musical 1º de Maio do Catujal                                                       | 1983             | Camarate, Unhos e Apelação                                              |                |                    |             |        |
| Filarmónica Lira Nossa Senhora da Estrela                                                                   | 1983             | Candelária                                                              |                |                    |             |        |
| Banda da União Mucifalense                                                                                  | 1984             | Colares                                                                 |                |                    |             |        |
| Associação Social, Recreativa, Cultural e Desportiva de Sobreiro Curvo                                      | 1984             | A-dos-Cunhados e Maceira                                                |                |                    |             |        |
| Sociedade Recreativa Filarmónica União de São Brás                                                          | 1984             | São Brás                                                                |                |                    |             |        |
| Associação Filarmónica e Cultural do Entroncamento                                                          | 1984             | Nossa Senhora de Fátima                                                 |                |                    |             |        |
| Sociedade Filarmónica Instrução, Recreio e Cultura Musical de São Sebastião                                 | 1984             | São Sebastião                                                           |                |                    |             |        |
| Associação Filarmónica, Cultural, Recreativa e Humanitária de Nagoselo do Douro                             | 1984             | Nagoselo do Douro                                                       |                |                    |             |        |
| Associação Musical e Recreativa de Lagares                                                                  | 1984             | Lagares                                                                 |                |                    |             |        |
| Filarmónica Popular de Verdelhos                                                                            | 1985             | Verdelhos                                                               |                |                    |             |        |
| Banda de Música de Izeda                                                                                    | 1985             | Izeda                                                                   |                |                    |             |        |
| Associação Filarmónica Cultural e Recreativa de Santa Bárbara da Fonte do Bastardo                          | 1985             | Fonte do Bastardo                                                       |                |                    |             |        |
| Conservatório de Música de Santarém                                                                         | 1985             | União de Freguesias da cidade de Santarém                               |                |                    |             |        |
| Associação Cultural e Recreativa de Santiago de Piães                                                       | 1985             | Santiago de Piães                                                       |                |                    |             |        |
| Associação Musical, Cultural e Desportiva Malhadense                                                        | 1986             | Malhada Sorda                                                           |                |                    |             |        |
| Banda Filarmónica de Pinhel                                                                                 | 1986             | Pinhel                                                                  |                |                    |             |        |
| Banda Musical da Casa do Povo de Nossa Senhora da Piedade do Porto Santo                                    | 1986             | Porto Santo                                                             |                |                    |             |        |
| Banda Orquestral de Câmara de Lobos “Os Infantes”                                                           | 1986             | Câmara de Lobos                                                         |                |                    |             |        |
| Sociedade Recreativa Filarmónica Nossa Senhora das Vitórias                                                 | 1986             | Santa Bárbara                                                           |                |                    |             |        |
| Associação Filarmónica Montalvense 24 de Janeiro                                                            | 1986             | Montalvo                                                                |                |                    |             |        |
| Associação da Banda de Música de Felgueiras                                                                 | 1986             | Felgueiras                                                              |                |                    |             |        |
| Associação Musical Nossa Senhora do Livramento                                                              | 1987             | Azueira e Sobral da Abelheira                                           |                |                    |             |        |
| Associação Recreativa Filarmónica Nossa Senhora dos Remédios                                                | 1987             | Remédios                                                                |                |                    |             |        |
| Filarmónica de Nossa Senhora do Pilar                                                                       | 1987             | Cinco Ribeiras                                                          |                |                    |             |        |
| Sociedade Recreativa Filarmónica União Artística - SRFUA                                                    | 1987             | Santiago do Cacém                                                       |                |                    |             |        |
| Associação Cultural e Recreativa da Torre de Ervededo                                                       | 1987             | Ervededo                                                                |                |                    |             |        |
| Banda Musical de Carrazedo de Montenegro                                                                    | 1987             | Carrazedo de Montenegro                                                 |                |                    |             |        |
| Associação Recreativa e Musical de Ceira                                                                    | 1988             | Ceira                                                                   |                |                    |             |        |
| Sociedade Filarmónica Portimonense                                                                          | 1988             | Portimão                                                                |                |                    |             |        |
| Associação Musical e Artística Lourinhanense                                                                | 1988             | Lourinhã e Atalaia                                                      |                |                    |             |        |
| Banda de Música dos Bombeiros Voluntários da Póvoa de Santa Iria                                            | 1988             | Póvoa de Santa Iria e Forte da Casa                                     |                |                    |             |        |
| Sociedade Filarmónica Rainha Santa Isabel                                                                   | 1988             | Doze Ribeiras                                                           |                |                    |             |        |
| União Filarmónica do Troviscal                                                                              | 1989             | Troviscal                                                               |                |                    |             |        |
| Banda Filarmónica de Odemira                                                                                | 1989             | Odemira                                                                 |                |                    |             |        |
| Centro de Cultura e Desporto da Banda Juvenil de Gavião                                                     | 1989             | Gavião e Atalaia                                                        |                |                    |             |        |
| Associação Musical dos Amigos da Banda Filarmónica Lira Cercalense                                          | 1989             | Cercal do Alentejo                                                      |                |                    |             |        |
| Orquesta do Clube Cultural e Desportivo de Veiros                                                           | 1990             | Veiros                                                                  |                |                    |             |        |
| Filarmónica de Ervedal da Beira                                                                             | 1990             | Ervedal                                                                 |                |                    |             |        |
| Banda Filarmónica dos Bombeiros Voluntários de Aljezur                                                      | 1990             | Aljezur                                                                 |                |                    |             |        |
| Banda Filarmónica da Casa do Povo de São Vicente                                                            | 1990             | São Vicente                                                             |                |                    |             |        |
| Banda Filarmónica dos Recreios da Venda Seca                                                                | 1990             | Queluz e Belas                                                          |                |                    |             |        |
| Associação Cultural Recreativa e Musical da Banda de Música de Carlão (ACRM-BMC)                            | 1990             | Carlão                                                                  |                |                    |             |        |
| Banda Musical de Vila Verde da Raia                                                                         | 1991             | Vila Verde da Raia                                                      |                |                    |             |        |
| Orquestra Metropolitana de Lisboa                                                                           | 1992             | Alcântara                                                               |                |                    |             |        |
| Associação Filarmónica Adriano Soares                                                                       | 1992             | Torre de Vilela                                                         |                |                    |             |        |
| Banda Musical de Rebordondo                                                                                 | 1992             | Anelhe                                                                  |                |                    |             |        |
| Associação Protectora Amigos do Maçãs (APAM)                                                                | 1993             | Quintanilha                                                             |                |                    |             |        |
| Associação Filarmónica e Cultural do Cadaval                                                                | 1993             | Cadaval                                                                 |                |                    |             |        |
| Associação para o Desenvolvimento Cultural e Social de Marvila                                              | 1993 1994-03-18  | Marvila                                                                 |                |                    |             |        |
| Banda Municipal de Oeiras                                                                                   | 1993             | Oeiras e São Julião da Barra, Paço de Arcos e Caxias                    |                |                    |             |        |
| Banda Juvenil da Câmara Municipal de Nelas                                                                  | 1993             | Nelas                                                                   |                |                    |             |        |
| Banda Filarmónica dos Bombeiros Voluntários de Vidigueira                                                   | 1995             | Vidigueira                                                              |                |                    |             |        |
| Associação Filarmónica Serpinense                                                                           | 1995             | Serpins                                                                 |                |                    |             |        |
| Banda Filarmónica da Casa do Povo de Vendas Novas                                                           | 1995             | Vendas Novas                                                            |                |                    |             |        |
| Banda Filarmónica Cultural e Recreativa de São Caetano                                                      | 1995             | Chãs                                                                    |                |                    |             |        |
| Banda Filarmónica Mourisquense                                                                              | 1995             | Mouriscas                                                               |                |                    |             |        |
| Banda Filarmónica de Brinches                                                                               | 1997             | Brinches                                                                |                |                    |             |        |
| Orquestra Juvenil da Serra da Estrela                                                                       | 1997             | Seia, São Romão e Lapa dos Dinheiros                                    |                |                    |             |        |
| Orquestra Juvenil da Marinha Grande                                                                         | 1997             | Marinha Grande                                                          |                |                    |             |        |
| Filarmónica Padroeiro Santo Estevão de Espinhoso                                                            | 1998             | Candedo                                                                 |                |                    |             |        |
| Associação da Juventude Activa da Castanheira                                                               | 1998             | Castanheira                                                             |                |                    |             |        |
| Associação Cultural da Orquestra de Clarinetes de Almada                                                    | 1998             | Cova da Piedade                                                         |                |                    |             |        |
| Big Band do Municipio da Nazaré                                                                             | 1999             | Nazaré                                                                  |                |                    |             |        |
| Banda de Música da Casa do Povo da Enxara do Bispo                                                          | 1999             | Enxara do Bispo, Gradil e Vila Franca do Rosário                        |                |                    |             |        |
| Casa de Cultura Popular de Outeiro Seco                                                                     | 1999             | Outeiro Seco                                                            |                |                    |             |        |
| União Musical Juventude e Amizade da Sobreira                                                               | 1999             | Oliveira de Frades                                                      |                |                    |             |        |
| Associação Cultural Sons do Lena                                                                            | 2000             | Batalha                                                                 |                |                    |             |        |
| Juventude Musical Ponterrolense - Associação BJMP                                                           | 2000             | Ponte do Rol                                                            |                |                    |             |        |
| Sociedade Filarmónica Lira de São Mateus                                                                    | 2000             | São Mateus                                                              |                |                    |             |        |
| Associação Musical e Juvenil de Tourais                                                                     | 2001             | Tourais e Lajes                                                         |                |                    |             |        |
| Associação Cultural Banda Filarmónica de Riodades                                                           | 2001             | Riodades                                                                |                |                    |             |        |
| Orquestra Clássica do Sul                                                                                   | 2002             | Faro (Sé e São Pedro)                                                   |                |                    |             |        |
| Banda Municipal de Alfandega da Fé                                                                          | 2002             | Alfândega da Fé                                                         |                |                    |             |        |
| Sociedade Artística e Musical da Bajouca                                                                    | 2003             | Bajouca                                                                 |                |                    |             |        |
| Banda Filarmónica do Caniço e Eiras                                                                         | 2003             | Caniço                                                                  |                |                    |             |        |
| Banda Sinfónica Portuguesa                                                                                  | 2005             | Porto                                                                   |                |                    |             |        |
| Banda Filarmónica de São Brás de Alportel                                                                   | 2006             | São Brás de Alportel                                                    |                |                    |             |        |
| Associação Musical de Atalaia                                                                               | 2007             | Lourinhã e Atalaia                                                      |                |                    |             |        |
| Banda Filarmónica de Estorãos                                                                               | 2007             | Estorãos                                                                |                |                    |             |        |
| Associação Cultural e Musical de Salvaterra de Magos                                                        | 2009             | Salvaterra de Magos                                                     |                |                    |             |        |
| Orquestra Filarmónica de Braga                                                                              | 2015             | Braga                                                                   |                |                    |             |        |
| AOCA - Associação Orquestra Clássica de Almodôvar                                                           | 2019             | Almodôvar                                                               |                |                    |             |        |
| Orquestra do Conservatório Nacional de Lisboa                                                               |                  |                                                                         |                |                    |             |        |
| Orquestra Sinfónica da Emissora Nacional (Portugal)                                                         |                  |                                                                         |                |                    |             |        |
| Banda Filarmónica dos Bombeiros Voluntários de Penamacor                                                    |                  | Penamacor                                                               |                |                    |             |        |
| Orquestra Juvenil da Casa do Povo de Águeda                                                                 |                  | Águeda                                                                  |                |                    |             |        |
| Banda dos Bombeiros Voluntários de São João da Madeira                                                      |                  | São João da Madeira                                                     |                |                    |             |        |
| Banda Filarmónica de Aveloso                                                                                |                  | Aveloso                                                                 |                |                    |             |        |
| Orquestra de Sopros do Conservatório - Escola Profissional das Artes da Madeira Engenheiro Luiz Peter Clode |                  | Funchal                                                                 |                |                    |             |        |
| Sociedade Filarmónica de Educação e Beneficência Riomoinhense                                               |                  | Rio de Moinhos                                                          |                |                    |             |        |
| Banda dos Bombeiros Voluntários de Cacilhas                                                                 |                  | Almada, Cova da Piedade, Pragal e Cacilhas                              |                |                    |             |        |
| Associação Cultural Lá-Mi-Ré                                                                                |                  | Monção                                                                  |                |                    |             |        |
| Banda Musical de São Martinho de Mancelos                                                                   |                  | Mancelos                                                                |                |                    |             |        |
| Academia Filarmónica Esperança                                                                              |                  |                                                                         |                |                    |             |        |

∑ 682 items.